# Edwin Mattison McMillan
Edwin Mattison McMillan (Redondo Beach, 18 de septiembre de 1907 - El Cerrito, 7 de septiembre de 1991) fue un químico y profesor universitario estadounidense galardonado con el Premio Nobel de Química del año 1951.

## Biografía
Nació el 18 de septiembre de 1907 en la ciudad de Redondo Beach, situada en el estado estadounidense de California.
Estudió química en el Instituto Tecnológico de California, donde se licenció en 1928. Posteriormente amplió sus estudios en la Universidad de Princeton, donde se doctoró en 1932. Ese mismo año fue nombrado profesor de química de la Universidad de Berkeley, siendo nombrado director del Laboratorio de Radiación de la misma universidad en 1934, cargo que ocupó hasta 1973.
McMillan murió el 7 de septiembre de 1991 en la ciudad de El Cerrito, situada en el estado de California.

## Investigaciones científicas

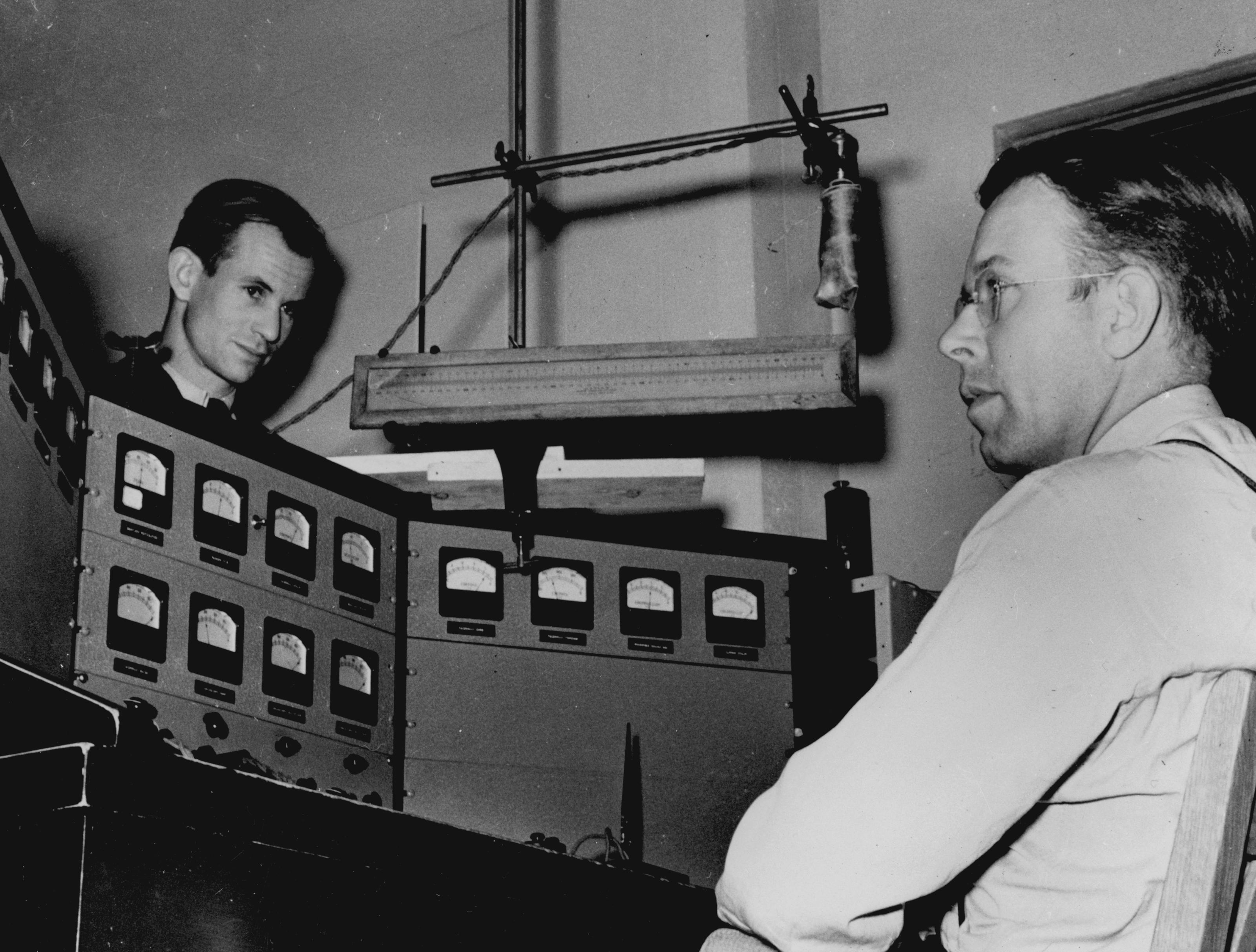
McMillan y Lawrence, su futuro cuñado, en los paneles del ciclotrón de 60 in, en 1939.

En 1940, junto a Philip Abelson, consiguió crear el elemento sintético llamado neptunio (Np), un producto obtenido a partir del uranio-239, usando el ciclotrón instalado en Berkeley. Durante la Segunda Guerra Mundial estuvo implicado en la investigación sobre el radar, sonar y las armas nucleares en el Proyecto Manhattan. En 1945 desarrolló, así mismo, las ideas para la mejora del ciclotrón, conduciendo al desarrollo del sincrotrón.
Junto a Glenn T. Seaborg compartió el Premio Nobel de Química de 1951 por la creación de los primeros elementos transuránicos.
| Predecesor: Kurt Alder Otto Diels | Premio Nobel de Química 1951 | Sucesor: Archer Martin Richard Synge |

- Datos: Q19009
- Multimedia: Edwin McMillan / Q19009